# Pierre Bressant
Pierre Bressant (Fontainebleau, 8 novembre 1959) è un ex cestista e allenatore di pallacanestro francese.

## Carriera
Con la Francia ha disputato i Campionati europei del 1987.